# Chepseskarê
Chepseskarê (signifiant Noble est l'âme de Rê) était un roi égyptien ancien, le quatrième ou cinquième souverain de la Ve dynastie pendant la période de l'Ancien Empire. Chepseskarê a vécu au milieu du XXVe siècle avant notre ère, aux alentours de -2438 à -2431, et était probablement propriétaire d'une pyramide inachevée à Abousir, qui a été abandonnée après quelques semaines de travaux dans les premières étapes de sa construction. Il est le souverain le plus obscur de cette Ve dynastie.
À l'appui des sources historiques, il était considéré que Chepseskarê avait régné pendant sept ans, succédant à Néferirkarê Kakaï et précédant Néferefrê sur le trône, faisant de lui le quatrième souverain de la Ve dynastie. À la suite des fouilles menées à Abousir, l'égyptologue Miroslav Verner a fortement soutenu que le règne de Chepseskarê ne dura que quelques mois tout au plus et qu'il était le successeur de Néferefrê, et non son prédécesseur. Cette conclusion est basée sur l'état et l'emplacement de la pyramide inachevée de Chepseskarê à Abousir ainsi que sur le très petit nombre d'artefacts attribuables à ce roi. Les arguments de Verner ont maintenant convaincu plusieurs égyptologues tels que Darrell Baker et Erik Hornung.
Les relations de Chepseskarê avec ses prédécesseurs et ses successeurs ne sont pas connues avec certitude. Verner a proposé qu'il était un fils de Sahourê et un frère de Néferirkarê Kakaï, qui a brièvement pris le trône après la mort prématurée de son prédécesseur et neveu, Néferefrê. Chepseskarê est lui-même peut être mort inopinément ou il peut avoir perdu le trône au profit de son autre neveu (si le fait qu'il soit le fils de Sahourê est juste), le futur souverain Niouserrê. La possibilité que Chepseskarê ait été un usurpateur de courte durée de l'extérieur de la famille royale ne peut être totalement exclue, car il semble avoir subi une damnatio memoriae.

## Attestations

### Sources contemporaines

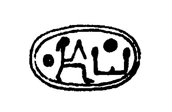
Dessin de Flinders Petrie d'un sceau scarabée portant l'inscription Chepseskarê [sic] mais datant probablement de la période saïte.

Chepseskarê est un roi de l'Égypte antique, le quatrième ou cinquième souverain de la Ve dynastie. L'Égypte était alors unifiée, avec sa capitale située à Memphis.
Chepseskarê est le roi le moins connu de la Ve dynastie car très peu d'objets datant de son règne ont survécu à ce jour. On ne connaît que deux sceaux cylindriques de Chepseskarê : l'un, en bronze, porte le nom d'Horus de Chepseskarê et a été découvert dans les ruines de Memphis au début du XXe siècle,. Le second sceau, de provenance inconnue, est fait de serpentine noire et se lit Chepseskarê bien-aimée des dieux, Chepseskarê bien-aimée d'Hathor,. Au-delà de ces deux sceaux, les seuls artefacts survivants attribuables à Chepseskarê sont cinq fragments d'empreintes de sceaux sur de l'argile d'Abousir, et six autres fragments découverts dans le temple mortuaire et sanctuaire de la pyramide de Néferefrê, également à Abousir,. Ces fragments proviennent probablement de trois sceaux différents et ont probablement été placés sur les portes des magasins du temple.
Enfin, il y a un seul scarabée portant la mention Chepseskarê[sic] que l'égyptologue Flinders Petrie attribua à Chepseskarê à la fin du XIXe siècle. Les érudits modernes doutent de cette attribution et croient plutôt que le scarabée est une œuvre de la période saïte beaucoup plus tardive exécutée dans un style archaïque,. De même, le scarabée pourrait appartenir à Gemenefkhonsbak Chepseskarê, un roitelet obscur de Tanis pendant la XXVe dynastie,.
Les dignitaires de la Ve dynastie qui ont entamé leur carrière sous le règne de Néferirkarê, ont fait figurer dans leurs tombeaux les cartouches des successeurs du roi au service desquels ils l'ont poursuivie. Le nom de Chepseskarê n'y apparaissant jamais on a suggéré qu'il avait été frappé de damnatio memoriae, étant un usurpateur, détrôné par les partisans de la lignée officielle dont tous les dignitaires en question seraient des témoins implicites.

### Sources historiques
La seule liste des rois égyptiens anciens mentionnant Chepseskarê est la table de Saqqarah (à la 28e place),. La table a été inscrite sous le règne de Ramsès II, environ 1 200 ans après le règne de Chepseskarê, et enregistre la succession dynastique Néferirkarê → Chepseskarê → Néferkharê (un nom de variante de Néferefrê). Chepseskarê est complètement absent d'une autre liste de rois datant de la même période : la liste royale d'Abydos, écrite sous le règne de Séthi Ier. Il est également absent du Canon royal de Turin (règne de Ramsès II), bien que dans ce cas une lacune affecte le papyrus sur lequel la liste est écrite à l'endroit où les noms de Chepseskarê et Néferefrê auraient dû être,. Sur les deux lignes concernant Chepseskarê et Néferefrê sur la liste des rois, une seule longueur de règne est encore lisible et elle a été lue de diverses manières comme un an, onze ans ou un à quatre mois. L'état endommagé du papyrus ne permet pas non plus de déterminer en toute sécurité de quelle longueur de règne il s'agit.
Chepseskarê a probablement aussi été mentionné dans l'Ægyptiaca, une histoire de l'Égypte écrite au IIIe siècle avant notre ère sous le règne de Ptolémée II par le prêtre égyptien Manéthon. Aucune copie de l'Ægyptiaca n'a survécu jusqu'à ce jour et il n'est maintenant connu que par des écrits ultérieurs de Sextus Julius Africanus et Eusebius. Africanus raconte que l'Ægyptiaca a mentionné la succession Néfercheres → Sisires → Cheres au milieu de la Ve dynastie. Néfercheres et Cheres seraient les formes hellénisées de Néferirkarê et Néferkharê (c'est-à-dire Néferefrê), respectivement. Ainsi, Sisires est traditionnellement considéré comme le nom grec de Chepseskarê, ce qui fait que la reconstruction de la Ve dynastie par Manéthon est en bon accord avec la tablette de Saqqarah. De plus, selon Africanus, Manéthon attribue à Sisires sept années de règne alors que d'autres sources rapportent que le chiffre de Manéthon est de neuf ans.

## Règne

### Position chronologique
La position chronologique relative et les dates absolues du règne de Chepseskarê sont incertaines. La table de Saqqarah indique que Chepseskarê a succédé à Néferirkarê et a précédé Néferefrê, qui est devenu l'opinion traditionnelle des égyptologues. Après les découvertes du début des années 1980, l'égyptologue tchèque Miroslav Verner avance l'hypothèse que Chepseskarê a succédé à Néferefrê plutôt que de l'avoir précédé.
À l'appui de cette hypothèse, Verner souligne d'abord la présence de plusieurs empreintes de sceaux d'argile portant le nom d'Horus de Chepseskarê Sekhemkaou (signifiant Celui dont les apparitions sont puissantes) dans la partie la plus ancienne du temple funéraire de Néferefrê, qui ne fut construit qu'après la mort de Néferefrê,. Cela semble suggérer que Chepseskarê a régné après - plutôt qu'avant - Néferefrê,. Le deuxième argument de Verner concerne l'alignement des pyramides de Sahourê, Néferirkarê et Néferefrê : elles forment une ligne pointant vers Héliopolis, tout comme les trois pyramides de Gizeh,. En revanche, la pyramide inachevée de Chepseskarê ne tombe pas sur la ligne d'Héliopolis, ce qui suggère fortement que la pyramide de Néferefrê était déjà en place lorsque Chepseskarê a commencé la sienne. Enfin, Verner observe que Néferefrê est connu pour avoir été le fils aîné de Néferirkarê  et a environ vingt ans lorsque son père est mort, il était donc en position optimale pour hériter du trône. Chepseskarê a donc très probablement pris le trône après Néferefrê. Comme le note Verner, alors que Chepseskarê est noté comme le prédécesseur immédiat de Néferefrê dans la tablette de Saqqarah, cette légère divergence peut être attribuée aux troubles (politiques) de l'époque et à ses disputes dynastiques.

### Durée du règne
Dans deux articles publiés en 2000 et 2001,, Verner soutient que, contrairement à ce qu'indique Manéthon, Chepseskarê a dû régner pendant quelques mois au plus, hypothèse déjà proposée par l'égyptologue français Nicolas Grimal en 1988. La conclusion de Verner est basée sur les sources archéologiques, en particulier sur la pyramide de Chepseskarê à Abousir. Verner souligne que la progression de la pyramide, qui est inachevée, a été interrompue et correspond au travail de plusieurs semaines, peut-être pas plus d'un ou deux mois. En fait, l'endroit était simplement nivelé et l'excavation de la fosse pour la construction de l'appartement funéraire souterrain n'avait fait que commencer. De plus, le propriétaire du bâtiment a évidemment voulu démontrer par son choix de lieu (à mi-chemin entre la pyramide de Sahourê et le temple solaire d'Ouserkaf) sa relation soit avec Sahourê, soit avec Ouserkaf.
Contrairement aux autres rois de la Ve dynastie, le nom de Chepseskarê n'apparaît ni dans les noms personnels des gens de l'époque ni dans les noms des domaines funéraires,. Il est également absent des titres et des biographies des représentants de l'État,. Par exemple, la stèle du fonctionnaire Khaou-Ptah de la Ve dynastie énumère une séquence ininterrompue de rois qu'il a servis, à savoir Sahourê, Néferirkarê, Néferefrê et Niouserrê,. L'omission de Chepseskarê, que ce soit entre Néferirkarê et Néferefrê ou entre Néferefrê et Niouserrê,, indique que son règne a dû être très court. Comme l'Ægyptiaca de Manéthon date du IIIe siècle avant notre ère, le récit contemporain de Khaou-Ptah peut être considéré comme une indication plus précise de la situation politique sous la Ve dynastie.
Les arguments de Verner ainsi que la rareté des artefacts attribuables à Chepseskarê ont maintenant convaincu de nombreux égyptologues, tels que Darrell Baker et Erik Hornung, que le règne de Chepseskarê était effectivement éphémère,.

### Activités

#### Temple solaire
Kaplony a proposé que Chepseskarê commence à construire un temple solaire nommé Ḥtp-jb-Rˁ, en lisant Hotepibrê et signifiant « Satisfait est le cœur de Rê ». Bien que tous les rois de la première moitié de la Ve dynastie, de Ouserkaf à Menkaouhor, aient construit des temples solaires, Verner considère que son hypothèse est spéculative car elle est basée sur une reconstruction provisoire d'un simple sceau en argile,. Verner soutient d'abord que ce sceau n'est pas inscrit au nom de Chepseskarê mais porte plutôt les traces d'un nom d'Horus qui pourrait tout aussi bien être celui de Djedkarê Isési,. Deuxièmement, Verner note que le nom d'un temple solaire se retrouve rarement avec celui du roi qui l'a construit : on le retrouve le plus souvent avec le nom d'un autre roi sous le règne duquel le sceau a été fait. Enfin, il doute que le signe Ḥtp, Hotep, fasse réellement partie du nom d'un temple solaire. Au lieu de cela, il croit qu'il est plus probable que le sceau se réfère soit au temple du soleil de Néferirkarê, nommé St-jb-Rˁ.w, Setibraou ; soit à celui de Niouserrê, qui était appelé Šsp-jb-Rˁ, Shesepibraou.

#### Temple funéraire de Néferefrê
Il est possible que Chepseskarê ait poursuivi la construction du complexe funéraire de son prédécesseur. Comme Néferefrê est mort après un court règne, son complexe pyramidal était loin d'être terminé et ni la chambre funéraire ni le temple mortuaire n'avaient été construits. La pyramide projetée fut ainsi transformée à la hâte en mastaba carré représentant une colline primitive stylisée et le temple mortuaire l'accompagnant fut achevé sous le règne de Niouserrê. La présence de sceaux de Chepseskarê dans la partie la plus ancienne du temple mortuaire de Néferefrê pourrait indiquer que le premier y a également entrepris des travaux de construction. Les preuves de ces travaux sont incertaines : ces sceaux auraient pu être placés sur des boîtes qui ont ensuite été déplacées dans les salles des magasins du temple. Par exemple, des sceaux d'Ouserkaf, de Sahourê et de Néferirkarê ont également été trouvés dans le temple, tandis que ces trois pharaons sont morts avant le règne de Néferefrê.

## Sépulture
Une pyramide inachevée située au nord d'Abousir, entre le temple solaire d'Ouserkaf et la pyramide de Sahourê, est supposée appartenir à Chepseskarê. La structure a été découverte en 1980 par une équipe archéologique tchécoslovaque dirigée par Verner et semble avoir été abandonnée après seulement quelques semaines ou quelques mois de travail. Une surface carrée d'environ 100 m2 a été nivelée et le creusement d'un fossé en forme de T a été commencé en son centre. Ce fossé devait être laissé ouvert pendant la construction de la pyramide pour permettre des travaux simultanés sur le remplissage de la pyramide et ses infrastructures. Cette technique de construction est commune à toutes les pyramides de la Ve dynastie et peut être directement vue dans le cas de la pyramide de Néferefrê, qui a également été laissée inachevée. Cette technique ainsi que l'emplacement de la pyramide inachevée dans la nécropole royale de la Ve dynastie indiquent qu'elle appartenait en toute probabilité à Chepseskarê, les pyramides des autres rois de la Ve dynastie étant déjà connues. Si elle avait été terminée selon le modèle établi, la pyramide aurait atteint 73 m de haut, comme la pyramide de Néferirkarê. La disparition soudaine de Chepseskarê aurait donc stoppé net les travaux et de fait aucun indice ne permet de déterminer avec certitude que le roi y fut finalement inhumé.
En analysant les fragments de sceaux d'argile portant le nom de Chepseskarê, l'égyptologue suisse Peter Kaplony a proposé que l'ancien nom de la pyramide de Chepseskarê puisse être Rsj-Špss-k3-Rˁ, soit Resj-Chepseskarê et signifie « Le réveil de Chepseskarê ». Verner rejette cette hypothèse et conteste la lecture de certains signes et leur interprétation comme le nom d'une pyramide,.